# Wyjście cyfrowe
Zasugerowano, aby zintegrować ten artykuł z artykułem sterownik PLC. Nie opisano powodu propozycji integracji.
Wyjście cyfrowe – ogólnie przyjęta nazwa pojedynczego wyjścia binarnego sterownika PLC.
Binarne wyjścia cyfrowe mogą przyjmować jeden ze stanów:
- "0" - brak napięcia
- "1" - jest napięcie

Wyjścia cyfrowe są podstawowymi składnikami bloków wyjść sterowników PLC. Produkowane są (przeważnie) dwa rodzaje wyjść: tranzystorowe o obciążalności 0,5 A oraz przekaźnikowe o obciążalności 8 A. Poprzez wyjścia cyfrowe sterownik steruje urządzeniami zewnętrznymi takimi jak: styczniki, elektrozawory, lampki kontrolne, sygnały akustyczne, itd. Istnieją również specjalizowane wyjścia cyfrowe w zależności od potrzeb i producentów.